# Léopold Eyharts
Léopold Eyharts és un general de brigada de l'exèrcit de l'aire francès i astronauta de l'Agència Espacial Europea.

## Rerefons
Eyharts va néixer el 28 d'abril de 1957, a Biarritz, País Basc. Es va graduar com a enginyer de l'Acadèmia de les Forces Aèries Franceses de Selon de Provença en el 1979.